# ユスフ・ヤズジュ
ユスフ・ヤズジュ（Yusuf Yazıcı, 1997年1月29日 - ）は、トルコ・トラブゾン県トラブゾン出身のサッカー選手。ギリシャ・スーパーリーグ・オリンピアコスFC所属。トルコ代表。ポジションはMF。

## クラブ経歴
2008年に地元のトラブゾンスポルのユースアカデミーに入団。2015-16シーズンにトップチームに昇格し、2015時12月21日の国内カップ戦テュルキエ・クパスのガズィアンテプスポル戦でプロデビュー。更に2016年2月2日のアクヒサル・ベレディイェスポル戦でスュペル・リグ初出場を果たし、2016-17シーズン以降は先発に定着し、チームの中心選手に成長。2017年はマンチェスター・ユナイテッドFCがヤズジュの獲得に興味を示し、更に翌2018年にはACミランが獲得に興味を示した。
2019年8月6日、リールと5年契約を締結したことが発表された。
2022年1月19日、PFC CSKAモスクワに買取オプション付きのレンタルで移籍した。背番号は97番。

## 代表経歴
2016年からユース世代のトルコ代表に招集。2017年6月11日の2018 FIFAワールドカップ・ヨーロッパ予選のコソボ戦で、フル代表初出場を果たした。

## タイトル

### クラブ
リール
- リーグ・アン: 2020-21
- トロフェ・デ・シャンピオン: 2021

### 個人
- UEFAヨーロッパリーグ得点王: 2020-21